# آرسن جولفالاکیان
آرسن لِوُنی جولفالاکیان (ارمنی: Արսեն Լևոնի Ջուլֆալակյան; زاده ۸ مه ۱۹۸۷) کشتی‌گیر اهل ارمنستان که در رشته کشتی فرنگی فعالیت دارد.
پدر وی، لوون جولفالاکیان نیز از قهرمان سابق کشتی فرنگی جهان می‌باشد. آرسن جولفالاکیان در رشته روابط بین‌الملل از دانشگاه دولتی ایروان فارغ‌التحصیل است.
وی چهار مرتبه در مسابقات قهرمانی جهان، سه مرتبه در مسابقات قهرمانی اروپا و یک بار نیز در بازی‌های المپیک موفق به کسب مدال شده‌است.
در المپیک لندن صاحب مدال نقره شد اما در المپیک ریو با شکست مقابل دانیل الکساندروف از دور رقابت‌ها کنار رفت.
آرسن جولفالاکیان پرچمدار کاروان ورزشی ارمنستان در مراسم اختتامیه بازی‌های المپیک تابستانی ۲۰۱۲ لندن بود.